# Alfa Cronbacha
Alfa Cronbacha (α) – współczynnik rzetelności testów psychologicznych, opisany po raz pierwszy przez Lee Cronbacha.

## Definicja
Alfa Cronbacha zdefiniowana jest następującym wzorem:
{\displaystyle a={\frac {n}{n-1}}\left(1-{\frac {\sum _{i}V_{i}}{V_{t}}}\right),}
gdzie {\displaystyle n} oznacza liczbę pozycji w teście, {\displaystyle i} i-tą pozycję, {\displaystyle V_{t}} wariancję wyników testu, a {\displaystyle V_{i}} wariancję ważonych wyników testu dla i-tej pozycji.

## Interpretacja
W interpretacji współczynnika często przyjmuje się heurystykę, zgodnie z którą wartość alfy dla testu powinna wynosić pewną minimalną wartość (np. 0,7 – chociaż nie ma ona uzasadnienia; także 0,8).